# 강진 남원포 봉수대
강진 남원포 봉수대는 대한민국 전라남도 강진군 마량면에 있다. 2004년 11월 1일 강진군의 향토문화유산 제1호로 지정되었다.

## 개요
1422년(세종4년) 설치한 한반도 최남단에 위치한 봉수대이다. 봉대산(358m) 정상에 위치하고 있으며, 낮에는 연기로 밤에는 불빛으로 신호를 하였다.